# Олександро-Вовкове
Олександро-Вовкове́ — село Ширяївської селищної громади у Березівському районі Одеської області. Населення становить 45 осіб.

## Населення
Згідно з переписом УРСР 1989 року чисельність наявного населення села становила 72 особи, з яких 26 чоловіків та 46 жінок.
За переписом населення України 2001 року в селі мешкало 46 осіб.

### Мова
Розподіл населення за рідною мовою за даними перепису 2001 року:
| Мова       | Відсоток |
| ---------- | -------- |
| українська | 91,11 %  |
| молдовська | 6,67 %   |
| білоруська | 2,22 %   |